# Conception Point
Der Conception Point (englisch für Empfängnisspitze, spanisch Punta Concepción) ist die nördlichste Landspitze von Coronation Island im Archipel der Südlichen Orkneyinseln. Sie markiert die östliche Begrenzung der Einfahrt zur Sherman Bay.
Der britische Walfängerkapitän George Powell (1794–1824) und sein US-amerikanisches Pendant Nathaniel Palmer entdeckten die Landspitze gemeinsam am 8. Dezember 1821. Powell benannte sie nach dem auf diesen Tag fallenden kirchlichen Feiertag zur unbefleckten Empfängnis.